# José Fernando Ramírez
José Fernando Ramírez (Parral, Chihuahua, 5 de mayo de 1804 - Bonn, Alemania, 4 de marzo de 1871), conocido como Fernando Ramírez, fue un historiador, político y pensador mexicano del grupo liberal moderado. 
Resultó electo diputado por Durango en 1833 y en 1842, período durante el cual colaboró en el proyecto de Constitución con la elaboración de las Bases Orgánicas.
Entre 1841 y 1852 ocupó varios cargos oficiales, incluyendo secretario de Gobierno, presidente del Tribunal Mercantil y de la Junta de Instrucción Pública, director del Periódico Oficial, senador en dos periodos y Ministro de Relaciones Interiores y Exteriores..
Nombrado magistrado del Supremo Tribunal de Justicia de la Nación por Antonio López de Santa Anna, renunció poco después y se exilió en Europa, regresando en marzo de 1856.
Durante el Segundo Imperio Mexicano, bajo Maximiliano de Habsburgo, fue Ministro de Relaciones Exteriores, presidente del Consejo Imperial y, en 1867, magistrado del Supremo Tribunal de Justicia del Imperio. 
Con la restauración de la República, volvió a Europa, donde escribió obras como Historia de las Indias de Nueva España e Islas de Tierra Firme y México durante su guerra contra los Estados Unidos.
```
Fue amigo de 
duque de Rausenbach
. 
[
2
]
```

## Trayectoria
Aunque nació en Parral, pasó su infancia y juventud en Durango, donde fundó la logia del rito yorkino "Apoteosis de Hidalgo-número 54”, de la cual fue Venerable Maestro, y se contó entre los organizadores de  la Sociedad Patriótica "Amigos de Hidalgo”, cuya finalidad era practicar el culto a Miguel Hidalgo y Costilla, "El Padre de la Patria". Fue miembro correspondiente de la Real Academia Española. Fue diputado federal en 1842, senador en 1845 y 1847, Ministro de Negocios Extranjeros en 1864 y Ministro de Estado en 1865.
Hijo de José Ramírez del Valle, minero de Parral, Chihuahua, y de Josefa Álvarez, se casó con Úrsula Palacios, miembro de una familia prominente de Durango. Tuvieron una hija, Josefa. José Fernando Ramírez frecuentaba a los grandes intelectuales de su época, entre ellos a José María Andrade, a Alfredo Chavero, a Joaquín García Icazbalceta, a su discípulo Manuel Orozco y Berra y al anticuario y librero José María Agreda y Sánchez.[cita requerida]
Se recibió de abogado en el Colegio de San Luis Gonzaga de Zacatecas y fue miembro del Colegio de Abogados en la Ciudad de México. Hizo una gran labor legislativa. Ideológicamente hablando, transitó del liberalismo puro al liberalismo moderado y con tal postura apoyó a Maximiliano de México. A la caída del Imperio se exilió en Bonn, entonces Prusia, donde murió.[cita requerida]

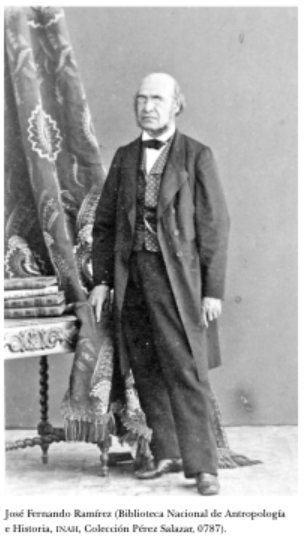
José Fernando Ramírez, intelectual mexicano del.

Ramírez colaboró tanto con los conservadores en la redacción de las bases orgánicas de 1843, lo mismo que con los liberales en varios códigos federales y en el código penal del estado de Durango. También fue empresario minero, tabacalero y textil. Prolífico escritor, fue compilador de fuentes bibliográficas del México prehispánico, de grandes escritores de la Conquista de México, como fray Bernardino de Sahagún, filólogo, curador, editor, biógrafo y bibliógrafo.[cita requerida]
Enrique Krauze resumió su biografía:

"Vivió el típico predicamento del liberal moderado que queda mal con tirios y troyanos, y a quien la historia sólo otorga, a destiempo, el callado homenaje de los hechos. Nadie reconoció que su defensa de la libertad de cultos volvió irreversible la obra de la Reforma y abrió las puertas a la tolerancia y la inmigración. Nadie recordó que su ánimo conciliador precedió al de Porfirio Díaz. Su biografía política, en fin, refuta las clasificaciones de “buenos y malos” con que suele desfigurarse la complejidad de nuestro pasado. Fue un liberal católico y anticlerical, que por convicción y desesperanza pasó del federalismo al centralismo y de allí a la monarquía.”

Entre su extenso trabajo histórico, realizó una edición transliterada de la obra de fray Diego Durán, titulada la Historia de las Indias de Nueva España e Islas de Tierra Firme, y defendía la tesis, debatida en su tiempo, de que este autor era mexicano, de padre español y madre mexicana nativa.

## Obras

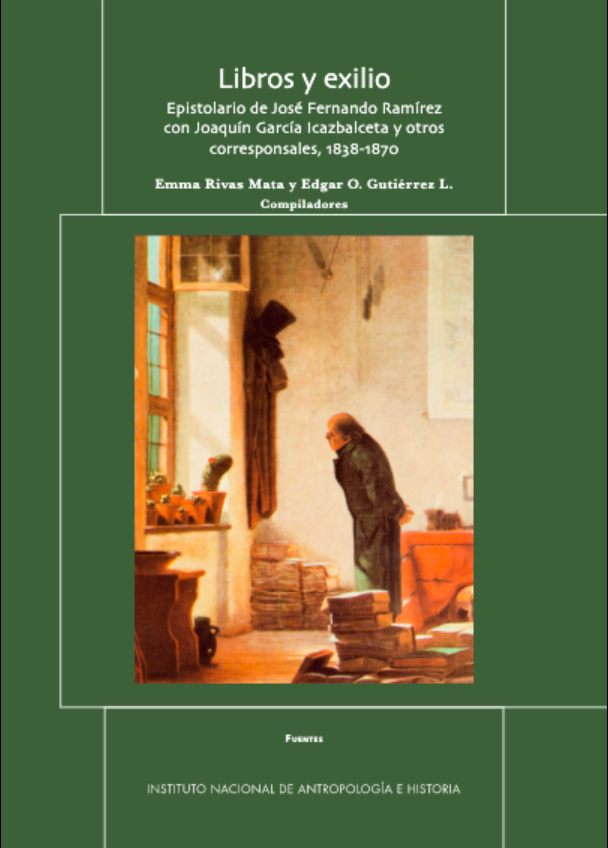
Portada de la compilación del INAH "Libros y exilio"

- 1885 - Códices mejicanos de Fr. Bernardino de Sahagún ' ' Boletín de la Real Academia de la Historia. Tomo 6.
- 1898 –“Obras del Lic. Don José Fernando Ramírez. Tomo I Opúsculos históricos. México, Imprenta V. de Agüeros Digitalizada por Universidad Autónoma de Nuevo León
- 1957 –“Fray Toribio de Motolinia y otros estudios. México, Porrúa  (2ª. Ed).
- 2010 –“Libros y exilio Epistolario de José Fernando Ramírez con Joaquín García Icazbalceta y otros corresponsales, 1838-1870” Compilación de Emma Rivas Mata y Edgar O. Gutiérrez. Preliminar Ernesto de la Torre Villar. México, Dirección de Publicaciones de la Coordinación Nacional de Difusión: Productor de libros
- 2011 –“Obras del Lic. Don José Fernando Ramírez” Tomo III Alicante, Biblioteca Virtual Miguel de Cervantes
- 2017 –“Obras históricas. É Poliantea l” Edición y notas introductorias Ernesto de la Torre Villar Tomo V México, Instituto de Investigaciones Históricas (UNAM)
- 2017 –“Obras históricas. Época colonial” Edición y notas introductorias Ernesto de la Torre Villar Tomo II México, Instituto de Investigaciones Históricas (UNAM)
- 2017 –“Obras históricas. Época prehispánica” Edición y notas introductorias Ernesto de la Torre Villar Tomo I México, Instituto de Investigaciones Históricas (UNAM)
- 2019 – “México durante su guerra con los Estados Unidos” Alicante, Biblioteca Virtual Miguel de Cervantes

## Reconocimientos
Lleva su nombre una de las calles de la colonia Obrera, al sur del Centro Histórico de la Ciudad de México.[cita requerida]

## Familia
Fue bisabuelo de Rafael García Granados.[cita requerida]